# 史婧琳
史婧琳（1993年1月3日—），江蘇人，中國女子游泳运动员，擅长蛙泳。

## 生平
2013年，史婧琳参加了在西班牙巴塞罗那举办的世界游泳锦标赛，她在100米蛙泳项目的预赛上获得20名，无缘半决赛；而在200米蛙泳项目上则以半决赛第9的成绩无缘决赛。
2014年9月，史婧琳参加在韩国仁川举行的亚运会，期间获得了一枚金牌和一枚铜牌。首先她在100米蛙泳决赛中以1分6秒67的成绩夺得冠军，这一成绩使得她在该项目上的世界排名上升到第八位。接下来在200米蛙泳决赛中，史婧琳落后于日本选手渡部香生子和金藤理绘，以2分23秒58的成绩获得铜牌。
在俄罗斯喀山举办的2015年世界游泳锦标赛上，史婧琳又获得两枚奖牌。在她的第一场比赛女子100米蛙泳当中，她游出了1分6秒55，获得第5名，这个成绩比第3名慢了0.13秒。三天后的女子200米蛙泳决赛中，她与西班牙选手杰茜卡·巴利和当时的世界纪录保持者，丹麦选手丽克·默勒·彼泽森均以2分22秒76的成绩到达终点，造就了三人同获铜牌的罕见一幕。在比赛的最后一天，史婧琳和她的队友傅园慧、陆滢和沈铎一同在女子4×100米混合泳接力比赛中以3分54秒41的成绩为中国游泳队夺得了该届比赛的最后一面金牌。
2016年里约奥运，史婧琳参加3个项目的比赛，在女子100米蛙泳项目上，她以1分6秒37的成绩位列第4，无缘该项目奖牌；在之后的200米蛙泳项目上，史婧琳最后时刻连超4名选手，以2分22秒28获得一枚铜牌；在游泳项目的最后一个比赛日，史婧琳和队友傅园慧、陆滢和朱梦惠一同代表中国队参加女子4×100米混合泳接力比赛，最终队伍游出了3分55秒18的成绩，获得第4名。
在2017年世界游泳锦标赛中，史婧琳收获两枚铜牌，分别来自男女混合4×100米混合泳接力和女子200米蛙泳。2018年8月，史婧琳第二次参加亚洲运动会，再获一枚金牌和一枚铜牌，其中金牌来自于男女混合4×100米混合泳接力，铜牌来自于女子100米蝶泳。同年12月，她联同队友在杭州举办的短池游泳世锦赛上摘得女子4×100混合泳接力银牌，这是她个人的首枚短池世锦赛奖牌。
在韩国光州举行的2019年游泳世锦赛上，史婧琳仅获得女子100米蛙泳的参赛资格，最终她在预赛以1分9秒88的成绩排名第31位，未能晋级。